# Paraplonobia cousiniae
Paraplonobia cousiniae är en spindeldjursart som beskrevs av P. Mitrofanov och Strunkova 1971. Paraplonobia cousiniae ingår i släktet Paraplonobia och familjen Tetranychidae. Inga underarter finns listade i Catalogue of Life.